# Souimanga de Macklot
Leptocoma calcostetha
Espèce
Statut de conservation UICN

 LC  : Préoccupation mineure
Le Souimanga de Macklot (Leptocoma calcostetha) ou Souimanga à gorge cuivrée, est une espèce de passereaux de la famille des Nectariniidae.

## Répartition
Son aire s'étend à travers les zones littorales d'Asie du Sud-Est.

## Systématique
Le nom valide complet (avec auteur) de ce taxon est Leptocoma calcostetha (Jardine, 1843).
L'espèce a été initialement classée dans le genre Nectarinia sous le protonyme Nectarinia calcostetha Jardine, 1843.
Ce taxon porte en français le nom vernaculaire ou normalisé suivant : Souimanga de Macklot.
Leptocoma calcostetha a pour synonyme :
- Nectarinia calcostetha Jardine, 1843

### Étymologie
Son nom vernaculaire commémore le naturaliste allemand Heinrich Christian Macklot (1799-1832).